# Liste der Monuments historiques in Halloy (Oise)
Die Liste der Monuments historiques in Halloy (Oise) führt die Monuments historiques in der französischen Gemeinde Halloy auf.

## Liste der Objekte
| Bezeichnung | Beschreibung   | Standort               | Kennzeichnung | Schutzstatus | Datum | Bild           |
| ----------- | -------------- | ---------------------- | ------------- | ------------ | ----- | -------------- |
| Taufbecken  | Stein, um 1100 | in der Kirche St-Louis | PM60000891    | Classé       | 1913  | weitere Bilder |